# Llista de topònims de Premià de Dalt
Llista de topònims (noms propis de lloc) del municipi de Premià de Dalt, al Maresme
Informació actualitzada per un bot. Els canvis manuals es perdran quan s'actualitzi!

## arbre singular
| imatge | Nom                    | Ubicat a       | instància de   | Detalls                                                                                | coordenades                                                                 | Protecció        | Commons (més fotos)    | Dades a WD                    |
| ------ | ---------------------- | -------------- | -------------- | -------------------------------------------------------------------------------------- | --------------------------------------------------------------------------- | ---------------- | ---------------------- | ----------------------------- |
|        | alzina de Sant Mateu   | Premià de Dalt | arbre singular | Taxon: alzina (Quercus ilex) Alt: 15m                                                  | 41° 31′ 00″ N, 2° 19′ 43″ E / 41.516666666667°N,2.3286111111111°E Maresme   |                  | Alzina de Sant Mateu   | Modifica les dades a Wikidata |
|        | cuprés de Can Figueres | Premià de Dalt | arbre singular | Taxon: xiprer de Lambert (Cupressus macrocarpa) Ample: 18m Alt: 18.5m Perímetre: 6.08m | 41° 30′ 16″ N, 2° 20′ 49″ E / 41.50451°N,2.34694°E ca:Can Figueres 104 msnm | arbre monumental | Cuprés de Can Figueras | Modifica les dades a Wikidata |

## capella
| imatge | Nom           | Ubicat a       | instància de | Detalls                        | coordenades                                                         | Protecció | Commons (més fotos) | Dades a WD                    |
| ------ | ------------- | -------------- | ------------ | ------------------------------ | ------------------------------------------------------------------- | --------- | ------------------- | ----------------------------- |
|        | Sant Antoni   | Premià de Dalt | capella      |                                | 41° 30′ 43″ N, 2° 20′ 39″ E / 41.5118642653406°N,2.34414057948282°E |           |                     | Modifica les dades a Wikidata |
|        | el Sagrat Cor | Premià de Dalt | capella      | Dedicat a: Sagrat Cor de Jesús | 41° 30′ 39″ N, 2° 20′ 32″ E / 41.5108178715495°N,2.34229373188806°E |           |                     | Modifica les dades a Wikidata |

## casa
| imatge | Nom            | Ubicat a       | instància de | Detalls                                                                                    | coordenades | Protecció                                  | Commons (més fotos)            | Dades a WD                    |
| ------ | -------------- | -------------- | ------------ | ------------------------------------------------------------------------------------------ | --- | ------------------------------------------ | ------------------------------ | ----------------------------- |
|        | Ca la Cecília  | Premià de Dalt | casa         | Estil: arquitectura barroca arquitectura popular 17th century Estat: enderrocat o destruït | 41° 30′ 27″ N, 2° 20′ 30″ E / 41.50759°N,2.34158°E ca:C. de l'Església, 5 - Riera de Sant Pere, 156 (enderrocat)   | bé integrant del patrimoni cultural català | Ca la Cecília                  | Modifica les dades a Wikidata |
|        | Cal Maquinista | Premià de Dalt | casa         |                                                                                            | 41° 30′ 26″ N, 2° 20′ 32″ E / 41.507355°N,2.342264°E ca:Pl. de la Vila, 7 133 msnm                                 | bé cultural d'interès local                | Cal Maquinista                 | Modifica les dades a Wikidata |
|        | Can Balet      | Premià de Dalt | casa         | Estil: arquitectura eclèctica 19th century                                                 | 41° 30′ 09″ N, 2° 20′ 49″ E / 41.502426°N,2.347044°E ca:Riera de Sant Pere, 56-60 90 msnm                          | bé cultural d'interès local                | Can Balet (Premià de Dalt)     | Modifica les dades a Wikidata |
|        | Can Franquesa  | Premià de Dalt | casa         |                                                                                            | 41° 30′ 24″ N, 2° 20′ 36″ E / 41.50676°N,2.34343°E ca:Riera de Sant Pere, 135                                      | bé cultural d'interès local                | Can Franquesa                  | Modifica les dades a Wikidata |
|        | Can Pau Cirès  | Premià de Dalt | casa         | 18th century                                                                               | 41° 30′ 36″ N, 2° 20′ 29″ E / 41.509959°N,2.341474°E ca:C. del Cant dels Ocells, 14 153 msnm                       | bé cultural d'interès local                | Can Pau Sirés                  | Modifica les dades a Wikidata |
|        | Can Pau Cusó   | Premià de Dalt | casa         | 17th century                                                                               | 41° 30′ 26″ N, 2° 20′ 40″ E / 41.50709°N,2.344307°E ca:Riera de Sant Pere, 132 123 msnm                            | bé cultural d'interès local                | Can Pau Cusó                   | Modifica les dades a Wikidata |
|        | Can Pisol      | Premià de Dalt | casa         | Estil: arquitectura eclèctica 19th century                                                 | 41° 30′ 38″ N, 2° 20′ 30″ E / 41.510526°N,2.341656°E ca:Torrent de Can Pau Sirés - Torrent de Can Mus, 45 167 msnm | bé cultural d'interès local                | Can Pisol                      | Modifica les dades a Wikidata |
|        | Can Sala       | Premià de Dalt | casa         | Estil: noucentisme 20th century                                                            | 41° 29′ 53″ N, 2° 20′ 54″ E / 41.49815°N,2.34824°E ca:Ctra. de Premià de Mar, 2-4 70 msnm                          | bé cultural d'interès local                | Can Sala (Premià de Dalt)      | Modifica les dades a Wikidata |
|        | Can Tay        | Premià de Dalt | casa         | 18th century                                                                               | 41° 30′ 26″ N, 2° 20′ 33″ E / 41.507264°N,2.342471°E ca:Riera de Sant Pere, 148 132 msnm                           | bé cultural d'interès local                | Can Tay                        | Modifica les dades a Wikidata |
|        | Castelldaura   | Premià de Dalt | casa         | Estil: arquitectura eclèctica 19th century                                                 | 41° 29′ 49″ N, 2° 20′ 47″ E / 41.496877°N,2.346327°E ca:Ctra. de Premià de Mar, 1 69 msnm                          | bé cultural d'interès local                | Castelldaura                   | Modifica les dades a Wikidata |
|        | can Coromines  | Premià de Dalt | casa         | Estil: arquitectura eclèctica arquitectura barroca 18th century                            | 41° 30′ 27″ N, 2° 20′ 28″ E / 41.5076°N,2.34103°E ca:Riera de Sant Pere 145 msnm                                   | bé cultural d'interès local                | Can Coromines (Premià de Dalt) | Modifica les dades a Wikidata |
|        | la Torreta     | Premià de Dalt | casa         | Estil: arquitectura eclèctica 19th century                                                 | 41° 30′ 27″ N, 2° 20′ 37″ E / 41.507491°N,2.343541°E ca:C. del Sant Crist, 6 129 msnm                              | bé cultural d'interès local                | La Torreta (Premià de Dalt)    | Modifica les dades a Wikidata |
|        | les Monges     | Premià de Dalt | casa         | Estil: arquitectura barroca arquitectura popular 18th century                              | 41° 30′ 29″ N, 2° 20′ 30″ E / 41.50806°N,2.34168°E ca:C. del Fondo 136 msnm                                        | bé cultural d'interès local                | Les Monges (Premià de Dalt)    | Modifica les dades a Wikidata |

## edifici
| imatge | Nom                                | Ubicat a       | instància de  | Detalls                                                                  | coordenades                                                                                | Protecció                   | Commons (més fotos)                | Dades a WD                    |
| ------ | ---------------------------------- | -------------- | ------------- | ------------------------------------------------------------------------ | ------------------------------------------------------------------------------------------ | --------------------------- | ---------------------------------- | ----------------------------- |
|        | Can Rossell                        | Premià de Dalt | edifici masia |                                                                          | 41° 30′ 06″ N, 2° 21′ 53″ E / 41.501549978329°N,2.36485298374086°E                         |                             |                                    | Modifica les dades a Wikidata |
|        | Casa del Moro                      | Premià de Dalt | edifici       |                                                                          | 41° 30′ 22″ N, 2° 20′ 26″ E / 41.506187°N,2.340552°E ca:Al turó d'en Pons 199 msnm         | bé cultural d'interès local | Caseta dels Reis                   | Modifica les dades a Wikidata |
|        | Museu de Premià de Dalt            | Premià de Dalt | edifici museu |                                                                          | 41° 30′ 18″ N, 2° 20′ 48″ E / 41.504867°N,2.346758°E                                       | bé cultural d'interès local | Can Figueras (Premià de Dalt)      | Modifica les dades a Wikidata |
|        | antic ajuntament de Premià de Dalt | Premià de Dalt | edifici       | Arquitecte: Bonaventura Bassegoda i Amigó Estil: arquitectura modernista | 41° 30′ 26″ N, 2° 20′ 31″ E / 41.507222222222°N,2.3419444444444°E ca:Plaça de l'Ajuntament | bé cultural d'interès local | Antic Ajuntament de Premià de Dalt | Modifica les dades a Wikidata |

## entitat singular de població
| imatge | Nom                           | Ubicat a       | instància de                                                                   | Detalls  | coordenades                                                                | Protecció | Commons (més fotos)           | Dades a WD                    |
| ------ | ----------------------------- | -------------- | ------------------------------------------------------------------------------ | -------- | -------------------------------------------------------------------------- | --------- | ----------------------------- | ----------------------------- |
|        | Barri del Remei-Castell       | Premià de Dalt | entitat singular de població barri                                             | 1849 hab | 41° 30′ 01″ N, 2° 20′ 15″ E / 41.500206855597°N,2.3375158441849°E 132 msnm |           |                               | Modifica les dades a Wikidata |
|        | Buvisa                        | Premià de Dalt | entitat singular de població polígon industrial                                | 0 hab    | 41° 29′ 30″ N, 2° 20′ 30″ E / 41.49175°N,2.3415277777778°E 45 msnm         |           |                               | Modifica les dades a Wikidata |
|        | Disseminats de Mar            | Premià de Dalt | entitat singular de població disseminat                                        | 23 hab   | 41° 29′ 55″ N, 2° 22′ 18″ E / 41.49858982°N,2.371630669°E 20.687 msnm      |           |                               | Modifica les dades a Wikidata |
|        | Disseminats de Mar Ponent     | Premià de Dalt | entitat singular de població disseminat                                        | 33 hab   | 41° 29′ 27″ N, 2° 20′ 37″ E / 41.490712°N,2.343632°E 23.68 msnm            |           | Disseminats de Mar Ponent     | Modifica les dades a Wikidata |
|        | Disseminats de Muntanya       | Premià de Dalt | entitat singular de població disseminat                                        | 5 hab    | 41° 31′ 01″ N, 2° 20′ 05″ E / 41.51700479°N,2.334809303°E 395.179 msnm     |           |                               | Modifica les dades a Wikidata |
|        | Polígon Industrial Feliu Vila | Premià de Dalt | entitat singular de població polígon industrial                                | 0 hab    | 41° 29′ 20″ N, 2° 20′ 37″ E / 41.48899°N,2.34354°E 14 msnm                 |           | Polígon Industrial Feliu Vila | Modifica les dades a Wikidata |
|        | Premià de Dalt                | Premià de Dalt | entitat singular de població capital municipal ens local històric de Catalunya | 3355 hab | 41° 30′ 22″ N, 2° 20′ 39″ E / 41.5060806°N,2.34415233°E 140 msnm           |           |                               | Modifica les dades a Wikidata |
|        | Puig de Pedra-Sot del Pí      | Premià de Dalt | entitat singular de població                                                   | 681 hab  | 41° 30′ 22″ N, 2° 21′ 14″ E / 41.506°N,2.3539166666667°E 137 msnm          |           |                               | Modifica les dades a Wikidata |
|        | Santa Anna-Tió                | Premià de Dalt | entitat singular de població                                                   | 2415 hab | 41° 29′ 56″ N, 2° 21′ 45″ E / 41.498916666667°N,2.3625833333333°E 86 msnm  |           |                               | Modifica les dades a Wikidata |
|        | la Cisa                       | Premià de Dalt | entitat singular de població                                                   | 351 hab  | 41° 30′ 36″ N, 2° 21′ 07″ E / 41.510111111111°N,2.3519722222222°E 136 msnm |           |                               | Modifica les dades a Wikidata |
|        | la Floresta                   | Premià de Dalt | entitat singular de població                                                   | 1862 hab | 41° 30′ 02″ N, 2° 21′ 32″ E / 41.500638888889°N,2.3588611111111°E 139 msnm |           |                               | Modifica les dades a Wikidata |

## església
| imatge | Nom                                   | Ubicat a       | instància de     | Detalls                      | coordenades                                                                               | Protecció                   | Commons (més fotos)             | Dades a WD                    |
| ------ | ------------------------------------- | -------------- | ---------------- | ---------------------------- | ----------------------------------------------------------------------------------------- | --------------------------- | ------------------------------- | ----------------------------- |
|        | Sant Pere de Premià                   | Premià de Dalt | església         | Estil: gòtic flamíger        | 41° 30′ 29″ N, 2° 20′ 30″ E / 41.507968°N,2.341538°E                                      | bé cultural d'interès local | Sant Pere de Premià             | Modifica les dades a Wikidata |
|        | Sant Sebastià de Premià de Dalt       | Premià de Dalt | església         |                              | 41° 30′ 04″ N, 2° 20′ 35″ E / 41.500977°N,2.34298°E ca:Avinguda Félix Millet, 25 147 msnm | bé cultural d'interès local | Sant Sebastià de Premià de Dalt | Modifica les dades a Wikidata |
|        | Santa Anna de Premià de Dalt          | Premià de Dalt | església         | Estil: arquitectura popular  | 41° 30′ 11″ N, 2° 21′ 33″ E / 41.50297°N,2.359069°E                                       | bé cultural d'interès local | Santa Anna de Premià de Dalt    | Modifica les dades a Wikidata |
|        | Santuari de la Mare de Déu de la Cisa | la Cisa        | església         | Estil: arquitectura barroca  | 41° 30′ 38″ N, 2° 21′ 04″ E / 41.510674°N,2.351096°E ca:Crtra. de la Cisa                 | bé cultural d'interès local | Santuari de la Cisa             | Modifica les dades a Wikidata |
|        | ermita de Sant Mateu del Bosc         | Premià de Dalt | església capella | Estil: arquitectura romànica | 41° 31′ 00″ N, 2° 19′ 43″ E / 41.5168°N,2.32861°E 494 msnm                                | bé cultural d'interès local | Ermita de Sant Mateu del Bosc   | Modifica les dades a Wikidata |

## font
| imatge | Nom                | Ubicat a       | instància de | Detalls | coordenades                                          | Protecció | Commons (més fotos) | Dades a WD                    |
| ------ | ------------------ | -------------- | ------------ | ------- | ---------------------------------------------------- | --------- | ------------------- | ----------------------------- |
|        | font de Sant Mateu | Premià de Dalt | font         |         | 41° 31′ 08″ N, 2° 19′ 41″ E / 41.518894°N,2.328023°E |           | Font de Sant Mateu  | Modifica les dades a Wikidata |
|        | font del Remei     | Premià de Dalt | font         |         | 41° 30′ 16″ N, 2° 20′ 15″ E / 41.504341°N,2.337519°E |           |                     | Modifica les dades a Wikidata |

## indret
| imatge | Nom                   | Ubicat a       | instància de | Detalls | coordenades                                            | Protecció | Commons (més fotos) | Dades a WD                    |
| ------ | --------------------- | -------------- | ------------ | ------- | ------------------------------------------------------ | --------- | ------------------- | ----------------------------- |
|        | Mirador de la Pedrera | Premià de Dalt | indret       |         | 41° 30′ 51″ N, 2° 20′ 46″ E / 41.5143035°N,2.3461014°E |           |                     | Modifica les dades a Wikidata |
|        | Roca de l'Andreu      | Premià de Dalt | indret       |         | 41° 30′ 54″ N, 2° 20′ 28″ E / 41.514874°N,2.341222°E   |           |                     | Modifica les dades a Wikidata |
|        | Roca del Cavall       | Premià de Dalt | indret       |         | 41° 30′ 23″ N, 2° 20′ 01″ E / 41.506454°N,2.333699°E   |           |                     | Modifica les dades a Wikidata |

## masia
| imatge | Nom                                | Ubicat a       | instància de | Detalls                                                           | coordenades                                                                                       | Protecció                                            | Commons (més fotos)            | Dades a WD                    |
| ------ | ---------------------------------- | -------------- | ------------ | ----------------------------------------------------------------- | ------------------------------------------------------------------------------------------------- | ---------------------------------------------------- | ------------------------------ | ----------------------------- |
|        | Bernadó                            | Premià de Dalt | masia        |                                                                   | 41° 31′ 02″ N, 2° 20′ 19″ E / 41.517326578449°N,2.3385397232575°E                                 |                                                      |                                | Modifica les dades a Wikidata |
|        | Ca n'Escoda                        | Premià de Dalt | masia        |                                                                   | 41° 29′ 39″ N, 2° 20′ 48″ E / 41.4941429866409°N,2.34664353733364°E 47 msnm                       |                                                      | Ca n'Escoda                    | Modifica les dades a Wikidata |
|        | Ca n'Horts                         | Premià de Dalt | masia        |                                                                   | 41° 30′ 37″ N, 2° 20′ 29″ E / 41.5103898187052°N,2.34147122323296°E                               |                                                      |                                | Modifica les dades a Wikidata |
|        | Ca n'Orriols                       | Premià de Dalt | masia        | 18th century                                                      | 41° 30′ 28″ N, 2° 20′ 27″ E / 41.507799°N,2.340903°E ca:C. de l'Església, 19 140 msnm             | bé cultural d'interès local                          | Ca n'Orriols (Premià de Dalt)  | Modifica les dades a Wikidata |
|        | Cal Noguer                         | Premià de Dalt | masia        |                                                                   | 41° 29′ 37″ N, 2° 20′ 28″ E / 41.4935164116104°N,2.3410191878546°E 54 msnm                        |                                                      | Cal Noguer (Premià de Dalt)    | Modifica les dades a Wikidata |
|        | Can Baeza                          | Premià de Dalt | masia        |                                                                   | 41° 29′ 31″ N, 2° 20′ 42″ E / 41.492036°N,2.345061°E 28 msnm                                      |                                                      | Can Baeza (Premià de Dalt)     | Modifica les dades a Wikidata |
|        | Can Bayés                          | Premià de Dalt | masia        |                                                                   | 41° 30′ 29″ N, 2° 20′ 42″ E / 41.5080495959237°N,2.34492201280144°E                               |                                                      |                                | Modifica les dades a Wikidata |
|        | Can Berenguer                      | Premià de Dalt | masia        |                                                                   | 41° 29′ 50″ N, 2° 20′ 27″ E / 41.497185°N,2.340865°E                                              |                                                      |                                | Modifica les dades a Wikidata |
|        | Can Berlanga                       | Premià de Dalt | masia        | Estil: arquitectura gòtica arquitectura popular 14th century      | 41° 30′ 15″ N, 2° 20′ 43″ E / 41.50405°N,2.34532°E ca:Riera de Sant Pere, 93 105 msnm             | bé cultural d'interès local                          | Can Berlanga                   | Modifica les dades a Wikidata |
|        | Can Blada Planes                   | Premià de Dalt | masia        |                                                                   | 41° 29′ 57″ N, 2° 21′ 52″ E / 41.4990793744086°N,2.36438589754582°E                               |                                                      |                                | Modifica les dades a Wikidata |
|        | Can Botey                          | Premià de Dalt | masia        | 18th century                                                      | 41° 30′ 31″ N, 2° 20′ 48″ E / 41.508649°N,2.346758°E ca:Cisa, 53 145 msnm                         | bé cultural d'interès local                          | Can Botei                      | Modifica les dades a Wikidata |
|        | Can Cahué                          | Premià de Dalt | masia        |                                                                   | 41° 29′ 43″ N, 2° 20′ 45″ E / 41.495219°N,2.34579°E 56 msnm                                       |                                                      | Can Cahué                      | Modifica les dades a Wikidata |
|        | Can Calons                         | Premià de Dalt | masia        |                                                                   | 41° 30′ 27″ N, 2° 20′ 39″ E / 41.507381439208984°N,2.344283103942871°E ca:Sant Crist              |                                                      |                                | Modifica les dades a Wikidata |
|        | Can Canyelles                      | Premià de Dalt | masia        |                                                                   | 41° 29′ 26″ N, 2° 20′ 40″ E / 41.4906183088333°N,2.34457055066412°E 20 msnm                       |                                                      | Can Canyelles (Premià de Dalt) | Modifica les dades a Wikidata |
|        | Can Cinto Manent                   | Premià de Dalt | masia        | Estil: arquitectura gòtica arquitectura popular 15th century      | 41° 30′ 19″ N, 2° 20′ 38″ E / 41.50527°N,2.34398°E ca:Ctra. del Ramal, 35 124 msnm                | bé cultural d'interès local                          | Can Cinto Manent               | Modifica les dades a Wikidata |
|        | Can Cisa                           | la Cisa        | masia        | Estil: arquitectura gòtica 14th century                           | 41° 30′ 36″ N, 2° 21′ 07″ E / 41.509879°N,2.351879°E ca:Pere Masriera 130 msnm                    | bé cultural d'interès local                          | Can Cisa                       | Modifica les dades a Wikidata |
|        | Can Creus                          | Premià de Dalt | masia        | Estil: arquitectura barroca arquitectura popular 18th century     | 41° 30′ 34″ N, 2° 20′ 37″ E / 41.50943°N,2.34362°E ca:Camí de Can Creus, 11 160 msnm              | bé cultural d'interès local                          | Can Creus (Premià de Dalt)     | Modifica les dades a Wikidata |
|        | Can Cristòbal                      | Premià de Dalt | masia        |                                                                   | 41° 30′ 38″ N, 2° 20′ 47″ E / 41.5106078055082°N,2.34652594495236°E                               |                                                      |                                | Modifica les dades a Wikidata |
|        | Can Curulla                        | Premià de Dalt | masia        |                                                                   | 41° 30′ 14″ N, 2° 20′ 33″ E / 41.5038287629332°N,2.34240040873807°E                               |                                                      |                                | Modifica les dades a Wikidata |
|        | Can Grau                           | Premià de Dalt | masia        | Estil: arquitectura popular 18th century                          | 41° 30′ 28″ N, 2° 20′ 18″ E / 41.507788°N,2.338233°E ca:Riera de Sant Pere, 184 164 msnm          | bé cultural d'interès local                          | Can Grau (Premià de Dalt)      | Modifica les dades a Wikidata |
|        | Can Malagrida                      | Premià de Dalt | masia        |                                                                   | 41° 30′ 15″ N, 2° 20′ 40″ E / 41.504087°N,2.344316°E ca:C. Josep Carner Puigoriol, 2 112 msnm     | bé cultural d'interès local                          | Can Malagrida (Premià de Dalt) | Modifica les dades a Wikidata |
|        | Can Maresme                        | Premià de Dalt | masia        |                                                                   | 41° 29′ 53″ N, 2° 22′ 02″ E / 41.4980778438078°N,2.36734300253968°E                               |                                                      |                                | Modifica les dades a Wikidata |
|        | Can Martí                          | Premià de Dalt | masia        |                                                                   | 41° 29′ 55″ N, 2° 20′ 58″ E / 41.49849°N,2.34941°E                                                |                                                      |                                | Modifica les dades a Wikidata |
|        | Can Moré                           | Premià de Dalt | masia        |                                                                   | 41° 30′ 07″ N, 2° 20′ 41″ E / 41.502039770262°N,2.34458719060783°E                                |                                                      |                                | Modifica les dades a Wikidata |
|        | Can Mus                            | Premià de Dalt | masia        | Estil: arquitectura barroca arquitectura neoclàssica 18th century | 41° 30′ 36″ N, 2° 20′ 32″ E / 41.51003°N,2.3421°E ca:Torrent de Can Mus, 30 155 msnm              | bé cultural d'interès local                          | Can Mus (Premià de Dalt)       | Modifica les dades a Wikidata |
|        | Can Nolla                          | Premià de Dalt | masia        |                                                                   | 41° 30′ 20″ N, 2° 21′ 31″ E / 41.5054688245372°N,2.35847604687163°E                               |                                                      |                                | Modifica les dades a Wikidata |
|        | Can Perera                         | Premià de Dalt | masia        |                                                                   | 41° 30′ 40″ N, 2° 20′ 31″ E / 41.511102°N,2.341977°E 191 msnm                                     |                                                      |                                | Modifica les dades a Wikidata |
|        | Can Pins                           | Premià de Dalt | masia        |                                                                   | 41° 30′ 33″ N, 2° 21′ 00″ E / 41.5092946859437°N,2.35005017145827°E                               |                                                      |                                | Modifica les dades a Wikidata |
|        | Can Quelons                        | Premià de Dalt | masia        | Estil: arquitectura gòtica arquitectura popular 15th century      | 41° 30′ 27″ N, 2° 20′ 33″ E / 41.50757°N,2.34241°E ca:C. del Sant Crist, 11-13 129 msnm           | bé cultural d'interès local                          | Can Quelons                    | Modifica les dades a Wikidata |
|        | Can Riera                          | Premià de Dalt | masia        | Estil: arquitectura barroca arquitectura popular 17th century     | 41° 30′ 28″ N, 2° 20′ 24″ E / 41.50789°N,2.33992°E ca:Riera de Sant Pere, 180 164 msnm            | bé cultural d'interès local                          | Can Riera (Premià de Dalt)     | Modifica les dades a Wikidata |
|        | Can Riera de Sant Mateu            | Premià de Dalt | masia        |                                                                   | 41° 31′ 06″ N, 2° 19′ 32″ E / 41.51821°N,2.32568°E                                                | bé cultural d'interès local                          | Can Riera de Sant Mateu        | Modifica les dades a Wikidata |
|        | Can Serra                          | Premià de Dalt | masia        |                                                                   | 41° 29′ 35″ N, 2° 20′ 38″ E / 41.4931186688426°N,2.3439223848757°E                                |                                                      |                                | Modifica les dades a Wikidata |
|        | Can Terris                         | Premià de Dalt | masia        | Estil: arquitectura popular 16th century                          | 41° 30′ 24″ N, 2° 20′ 43″ E / 41.50676°N,2.34528°E ca:Ptge. de la Cooperativa, 14 120 msnm        | bé cultural d'interès local                          | Can Terrís                     | Modifica les dades a Wikidata |
|        | Can Torrents                       | Premià de Dalt | masia        |                                                                   | 41° 29′ 50″ N, 2° 22′ 06″ E / 41.4972097048117°N,2.36835783707763°E                               |                                                      |                                | Modifica les dades a Wikidata |
|        | Can Vendrell                       | Premià de Dalt | masia        |                                                                   | 41° 29′ 38″ N, 2° 20′ 29″ E / 41.4937520312525°N,2.34126838269236°E 58 msnm                       |                                                      | Can Vendrell (Premià de Dalt)  | Modifica les dades a Wikidata |
|        | Can Verboom                        | Premià de Dalt | masia        | Estil: arquitectura gòtica                                        | 41° 30′ 03″ N, 2° 20′ 45″ E / 41.50089°N,2.34572°E ca:Plaça de Jordi Pujol / Crtra. de Premià, 70 | bé cultural d'interès local                          | Can Verboom                    | Modifica les dades a Wikidata |
|        | Can Verdura                        | Premià de Dalt | masia        |                                                                   | 41° 29′ 55″ N, 2° 22′ 10″ E / 41.4984768514364°N,2.36947174072541°E                               |                                                      |                                | Modifica les dades a Wikidata |
|        | Can Verges                         | Premià de Dalt | masia        | Estil: arquitectura gòtica arquitectura popular 15th century      | 41° 30′ 25″ N, 2° 20′ 31″ E / 41.506871°N,2.342021°E ca:Travessia de la Plaça, 21 132 msnm        | bé cultural d'interès local                          | Can Vergés (Premià de Dalt)    | Modifica les dades a Wikidata |
|        | Can Vinyals                        | Premià de Dalt | masia        |                                                                   | 41° 29′ 51″ N, 2° 21′ 49″ E / 41.497369°N,2.363684°E 19 msnm                                      |                                                      |                                | Modifica les dades a Wikidata |
|        | Can Xarrié                         | Premià de Dalt | masia        | Estil: arquitectura popular                                       | 41° 30′ 27″ N, 2° 20′ 29″ E / 41.50756°N,2.34136°E ca:Església                                    | bé cultural d'interès local                          | Can Xarrié                     | Modifica les dades a Wikidata |
|        | Mas Moles                          | Premià de Dalt | masia        |                                                                   | 41° 30′ 21″ N, 2° 20′ 35″ E / 41.505861°N,2.343006°E                                              | bé d'interès cultural bé cultural d'interès nacional | Mas Moles                      | Modifica les dades a Wikidata |
|        | Mas Vell                           | Premià de Dalt | masia        | Estil: arquitectura popular 18th century                          | 41° 30′ 29″ N, 2° 20′ 27″ E / 41.50802°N,2.34089°E ca:Torrent del Fondo, 24 152 msnm              | bé integrant del patrimoni cultural català           | Mas Vell (Premià de Dalt)      | Modifica les dades a Wikidata |
|        | Masia del Carrer Manso Monserrat 3 | Premià de Dalt | masia        |                                                                   | 41° 30′ 31″ N, 2° 20′ 38″ E / 41.5084969538015°N,2.3440253734588627°E                             |                                                      |                                | Modifica les dades a Wikidata |
|        | Masoveria de Can Coromina          | Premià de Dalt | masia        | Estil: arquitectura popular 17th century                          | 41° 30′ 27″ N, 2° 20′ 25″ E / 41.507635°N,2.340147°E ca:Riera de Sant Pere, 164 159 msnm          | bé integrant del patrimoni cultural català           | Masoveria de Can Coromina      | Modifica les dades a Wikidata |
|        | can Costa                          | Premià de Dalt | masia        | 18th century                                                      | 41° 30′ 10″ N, 2° 20′ 46″ E / 41.502895°N,2.346143°E ca:Riera de Sant Pere 95 msnm                | bé cultural d'interès local                          | Can Costa (Premià de Dalt)     | Modifica les dades a Wikidata |
|        | la Molinera                        | Premià de Dalt | masia        |                                                                   | 41° 31′ 19″ N, 2° 19′ 59″ E / 41.5219243908706°N,2.33298852909655°E                               |                                                      |                                | Modifica les dades a Wikidata |

## muntanya
| imatge | Nom               | Ubicat a                        | instància de | Detalls | coordenades                                                                           | Protecció | Commons (més fotos) | Dades a WD                    |
| ------ | ----------------- | ------------------------------- | ------------ | ------- | ------------------------------------------------------------------------------------- | --------- | ------------------- | ----------------------------- |
|        | Sant Mateu        | Premià de Dalt                  | muntanya     |         | 41° 30′ 56″ N, 2° 19′ 36″ E / 41.51555556°N,2.32666667°E Serra de Sant Mateu 499 msnm |           |                     | Modifica les dades a Wikidata |
|        | Turó d'en Baldiri | Teià Premià de Dalt             | muntanya     |         | 41° 30′ 30″ N, 2° 19′ 45″ E / 41.50825°N,2.32926389°E 431 msnm                        |           | Turó d'en Baldiri   | Modifica les dades a Wikidata |
|        | Turó d'en Cases   | Vilassar de Dalt Premià de Dalt | muntanya     |         | 41° 30′ 59″ N, 2° 20′ 32″ E / 41.5164°N,2.34226°E 383 msnm                            |           | Turó d'en Cases     | Modifica les dades a Wikidata |
|        | Turó de Lledó     | Vallromanes Premià de Dalt Teià | muntanya     |         | 41° 31′ 01″ N, 2° 19′ 24″ E / 41.516941°N,2.323359°E 498 msnm                         |           | Turó de Lledó       | Modifica les dades a Wikidata |
|        | Turó de la Creu   | Vilassar de Dalt Premià de Dalt | muntanya     |         | 41° 30′ 51″ N, 2° 20′ 47″ E / 41.51423°N,2.34639°E ca:Turó de la Creu                 |           |                     | Modifica les dades a Wikidata |

## polígon industrial
| imatge | Nom                          | Ubicat a       | instància de       | Detalls | coordenades                                                        | Protecció | Commons (més fotos) | Dades a WD                    |
| ------ | ---------------------------- | -------------- | ------------------ | ------- | ------------------------------------------------------------------ | --------- | ------------------- | ----------------------------- |
|        | Polígon industrial La Suïssa | Premià de Dalt | polígon industrial |         | 41° 29′ 32″ N, 2° 20′ 45″ E / 41.492327905221°N,2.34583516471108°E |           |                     | Modifica les dades a Wikidata |
|        | Polígon industrial Montseny  | Premià de Dalt | polígon industrial |         | 41° 30′ 05″ N, 2° 21′ 20″ E / 41.501353611294°N,2.35546136974441°E |           |                     | Modifica les dades a Wikidata |

## Misc
| imatge | Nom                                  | Ubicat a                                                        | instància de                               | Detalls                                  | coordenades                                                                                               | Protecció                                  | Commons (més fotos)                  | Dades a WD                    |
| ------ | ------------------------------------ | --------------------------------------------------------------- | ------------------------------------------ | ---------------------------------------- | --- | ------------------------------------------ | ------------------------------------ | ----------------------------- |
|        | BV-5024                              | Premià de Mar Premià de Dalt                                    | carretera                                  |                                          | 41° 29′ 15″ N, 2° 21′ 13″ E / 41.4875°N,2.35358°E                                                         |                                            |                                      | Modifica les dades a Wikidata |
|        | Bassa de Sant Mateu                  | Premià de Dalt                                                  | bassa                                      |                                          | 41° 31′ 14″ N, 2° 19′ 45″ E / 41.52055194444444°N,2.329251111111111°E                                     |                                            | Bassa de Sant Mateu                  | Modifica les dades a Wikidata |
|        | Casa de la Vila de Premià de Dalt    | Premià de Dalt                                                  | casa consistorial                          |                                          | 41° 30′ 20″ N, 2° 20′ 46″ E / 41.505498°N,2.346175°E 112 msnm                                             |                                            | Ajuntament de Premià de Dalt         | Modifica les dades a Wikidata |
|        | Cau del Dimoni                       | Premià de Dalt                                                  | cova                                       |                                          | 41° 30′ 24″ N, 2° 20′ 07″ E / 41.506787°N,2.335265°E                                                      |                                            |                                      | Modifica les dades a Wikidata |
|        | Forn del Turó del Bon Jesús          | Premià de Dalt                                                  | forn de calç                               |                                          | 41° 30′ 52″ N, 2° 19′ 39″ E / 41.514525°N,2.32754°E ca:Mirador de la Cornisa                              |                                            | Forn del Turó del Bon Jesús          | Modifica les dades a Wikidata |
|        | Jardins de Can Botey                 | Premià de Dalt                                                  | jardí                                      | 18th century                             | 41° 30′ 31″ N, 2° 20′ 48″ E / 41.508649°N,2.346758°E ca:C. de la Cisa, 53 145 msnm                        | bé cultural d'interès local                | Can Botei                            | Modifica les dades a Wikidata |
|        | Jardins de Can Nolla                 | Premià de Dalt                                                  | jardí històric                             |                                          | 41° 30′ 18″ N, 2° 21′ 30″ E / 41.505113°N,2.358321°E                                                      | bé cultural d'interès local                |                                      | Modifica les dades a Wikidata |
|        | La Glorieta                          | Premià de Dalt                                                  | safareig                                   | Estil: arquitectura popular 19th century | 41° 30′ 27″ N, 2° 20′ 29″ E / 41.507413°N,2.341524°E ca:Riera de Sant Pere - c. de l'Església 133 msnm    | bé cultural d'interès local                | La Glorieta (Premià de Dalt)         | Modifica les dades a Wikidata |
|        | Mercat Municipal de Premià de Dalt   | Premià de Dalt                                                  | mercat                                     |                                          | 41° 30′ 26″ N, 2° 20′ 36″ E / 41.507219476563584°N,2.3434138298034672°E                                   |                                            |                                      | Modifica les dades a Wikidata |
|        | Pujada de les Monges                 | Premià de Dalt                                                  | carrer                                     | Estil: arquitectura popular 18th century | 41° 30′ 29″ N, 2° 20′ 30″ E / 41.50802°N,2.34158°E ca:Pujada de les Monges                                | bé integrant del patrimoni cultural català | Pujada de les Monges                 | Modifica les dades a Wikidata |
|        | Sant Crist de Premià de Dalt         | Premià de Dalt                                                  | oratori                                    | Estil: arquitectura popular              | 41° 30′ 29″ N, 2° 20′ 32″ E / 41.508123°N,2.342333°E ca:C. del Sant Crist - torrent del Fondo 135 msnm    | bé cultural d'interès local                | Sant Crist de Premià de Dalt         | Modifica les dades a Wikidata |
|        | Sant Mateu                           | Premià de Dalt                                                  | vèrtex geodèsic                            | Alt: 1.2m                                | 41° 30′ 56″ N, 2° 19′ 36″ E / 41.515503°N,2.326741°E 499.291 msnm                                         |                                            |                                      | Modifica les dades a Wikidata |
|        | Serra de Sant Mateu                  | Premià de Dalt                                                  | serra                                      | Llarg: 2.8km                             | 41° 30′ 56″ N, 2° 19′ 36″ E / 41.51555555555556°N,2.3266666666666667°E 500 msnm                           |                                            |                                      | Modifica les dades a Wikidata |
|        | Torre de Can Werboom                 | Premià de Dalt                                                  | torre de defensa estructura arquitectònica |                                          | 41° 30′ 03″ N, 2° 20′ 44″ E / 41.50079727172851°N,2.3454840183258057°E ca:Riera de Sant Pere              |                                            |                                      | Modifica les dades a Wikidata |
|        | barraca d'en Trencs                  | Vilassar de Dalt Premià de Dalt                                 | cabana                                     |                                          | 41° 30′ 46″ N, 2° 21′ 01″ E / 41.5127734312748°N,2.35038686702711°E                                       |                                            |                                      | Modifica les dades a Wikidata |
|        | carrer de les Flors                  | Premià de Dalt                                                  | conjunt urbà                               |                                          | 41° 30′ 31″ N, 2° 20′ 33″ E / 41.50864558945314°N,2.3424535989761357°E ca:Flors                           |                                            | Carrer de les Flors                  | Modifica les dades a Wikidata |
|        | la Rectoria                          | Premià de Dalt                                                  | rectoria                                   | Estil: arquitectura popular 16th century | 41° 30′ 29″ N, 2° 20′ 29″ E / 41.50794°N,2.34125°E ca:Pujada de l'Església 140 msnm                       | bé cultural d'interès local                | La Rectoria (Premià de Dalt)         | Modifica les dades a Wikidata |
|        | poblat ibèric de la Cadira del Bisbe | Premià de Dalt                                                  | poblat ibèric                              |                                          | 41° 30′ 34″ N, 2° 20′ 17″ E / 41.50931389°N,2.33816389°E ca:Camí de la Costa 220 msnm                     | bé integrant del patrimoni cultural català | Poblat ibèric de la Cadira del Bisbe | Modifica les dades a Wikidata |
|        | torrent d'en Cuquet                  | Vilanova del Vallès Vallromanes Premià de Dalt Vilassar de Dalt | curs d'aigua                               | Desemboca: riera d’Ardenya               | 41° 31′ 07″ N, 2° 20′ 14″ E / 41.518557°N,2.337191°E 41° 32′ 27″ N, 2° 18′ 30″ E / 41.540773°N,2.308362°E |                                            | Torrent d'en Cuquet                  | Modifica les dades a Wikidata |